# ヒイロハリタケ
ヒイロハリタケ（Hydnophlebia chrysorhiza）はコナラ、シナ類の枯れ木等に発生する、橙赤色から黄橙色の背着生のキノコである。